# Dasypoda intermedia
Dasypoda intermedia är en art i insektsordningen steklar som tillhör familjen sommarbin och släktet byxbin.

## Beskrivning
Dasypoda intermedia är en korttungad art, av vilken endast hanen har beskrivits. Han har övervägande svart grundfärg; undantag är antennernas undersida, som är rödaktig, fötterna, som delvis är brunaktiga, samt tergiterna och sterniterna på bakkroppen, som har brunaktiga kanter. Nästan hela kroppen är täckt med blekröda hår, som på bakkanterna av tergiterna och de första fem sterniterna formar hårband. Endast de sista sterniterna är hårlösa. Kroppslängden är omkring 15 mm.

## Utbredning
Arten har endast studerats i Iran.

## Ekologi
Som alla byxbin är arten solitär, den har inga kaster som drottningar, arbetare och hanar.